# Pedinocerops ornatifrons
Pedinocerops ornatifrons är en tvåvingeart som först beskrevs av Jennifer L. Hollis 1963.  Pedinocerops ornatifrons ingår i släktet Pedinocerops och familjen vapenflugor. Inga underarter finns listade i Catalogue of Life.